# Пикрамменос, Панайотис
Панайотис Пикрамменос (греч. Παναγιώτης Πικραμμένος; род. 26 июля 1945, Афины, Греция) — греческий юрист, государственный и политический деятель. В прошлом — вице-премьер (2019—2023), премьер-министр Греции (2012).

## Биография
В 1968 году окончил Афинский университет. Стажировался в университете Париж II. Имел частную юридическую практику в Лондоне и Афинах. Позже стал докладчиком при Государственном совете Греции. Председатель Государственного совета с 2009 года.

### Премьер-министр Греции
После того, как по результатам майских досрочных выборов в парламент страны не удалось сформировать дееспособный кабинет министров, Панайотис Пикраменнос 16 мая 2012 года возглавил временное беспартийное правительство страны. Кабинет Пикрамменоса выполнял свои функции до проведения новых досрочных выборов в июне 2012 года.

### Вице-премьер
9 июля 2019 года стал вице-премьером в кабинете Мицотакиса.